# Тито, Деннис

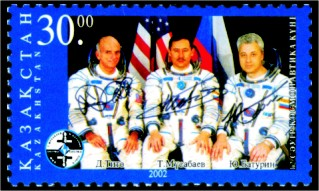
Почтовая марка Казахстана:
Деннис Тито, Талгат Мусабаев, Юрий Батурин

Де́ннис Э́нтони Ти́то (англ. Dennis Anthony Tito; род. 8 августа 1940, Куинс, Нью-Йорк) — американский предприниматель и мультимиллионер итальянского происхождения, первый космический турист.

## Биография
Родился 8 августа 1940 года в Нью-Йорке, США.
Деннис Тито — главный управляющий фирмой Wilshire Associates, одной из ведущих инвестиционных фирм в США — компании-консультанта и менеджера в крупномасштабном финансировании технологии. Тито всю свою жизнь интересовался космонавтикой, о чём свидетельствует полученное им образование в области космических технологий и космонавтики. После продолжительной работы в Лаборатории реактивного движения при НАСА Деннис Тито переключился на финансирование госпроектов в космической области.
Деннис Тито с большим интересом следил за достижениями США и СССР в космической сфере. В 2001 году в период с 28 апреля по 6 мая 61-летний космонавт стал первым космическим туристом в мире, отправившись в полёт с космодрома Байконур в Казахстане и заплатив за это 20 млн долларов. Он облетел Землю по орбите 128 раз; получается, что каждый виток вокруг Земли стоил ему 150 тысяч долларов. Тито готовился к полёту в течение 8 месяцев. Ему пришлось пройти не только физическую подготовку, но и освоить основы управления космическим кораблем, вплоть до его ручной стыковки с МКС — на случай, если автоматика откажет. На предполётном экзамене все задания он выполнил без ошибок и доказал, что может занять место в экипаже.
Тем не менее без происшествий не обошлось. При взлёте у Тито были проблемы с сердцем, а на орбите, сильно оттолкнувшись от пола, он разбил голову о люк корабля. В обоих случаях медицинскую помощь ему оказывал космонавт Талгат Мусабаев, за что получил от Тито звание «baby-nurse number 1» («нянька номер один»). Несмотря на происшествия, Тито полётом остался доволен. Вернувшись с орбиты домой, он заявил: «Это величайшее приключение в моей жизни. Я побывал на небесах и парил, как ангел, глядя вниз на Землю. Знал, что это будет рискованное приключение, и готовился к худшему. Однако все шесть дней я испытывал эйфорию».
Стартовал с земли 28 апреля 2001 года в 7 часов 37 минут и 20 секунд по UTC, пристыковался к МКС, а затем вернулся на Землю 6 мая в 5 утра, 41 минуту и 28 секунд, таким образом пробыв в космосе 7 суток, 22 часа, 4 минуты и 8 секунд.
В 2013 году Деннис Тито объявил о начале финансирования работы над проектом «Inspiration Mars» (рус. Вдохновение — Марс), целью которого является беспосадочный полёт группы людей до Марса, облёт вокруг Марса и возврат на Землю. Частный полет на Марс он планировал совершить в 2018 году.
В октябре 2022 года Деннис Тито и его жена Акико приобрели два места на будущем рейсе космического корабля Starship компании SpaceX вокруг Луны.